# Uchod velikogo startsa
Uchod velikogo startsa (ryska: Уход великого старца) är en rysk drama-stumfilm från 1912, regisserad av Jakov Protazanov och Jelizaveta Timan. 
Manus skrevs av Tolstoj-anhängaren Isaak Fejnerman (Teneromo). Filmen baserad på vittnesmål om den sista perioden av Leo Tolstojs liv och den släpptes inte i Ryssland efter protester från Tolstojs familj och personer nära honom, utan visades endast utomlands. Filmen förekommer även som "Zjizn L. N. Tolstogo" (ryska: Жизнь Л. Н. Толстого, fritt översatt Lev Tolstojs liv).

## Rollista
- Vladimir Sjaternikov – Lev Tolstoj
- Olga Petrova – Sofia Tolstaja
- Michail Tamarov – Vladimir Tjertkov
- Jelizaveta Timan – Aleksandra Lvovna